# Amelanchier × lamarckii
Amelanchier × lamarckii F.G.Schroed., 1968 è un arbusto spontaneo appartenente alla famiglia delle Rosacee originario del Nord America.
È un ibrido derivante dall'incrocio A. arborea × A. laevis. 

## Descrizione
I fiori sono bianchi e profumati. I frutti sono rossi e virano al viola quando maturi. È deciduo.

## Coltivazione
È una pianta resistente, spesso coltivata come pianta ornamentale, che è stata premiata dalla Royal Horticultural Society per la sua ottima qualità.